# Fredrik Letzler
Fredrik Lars-Owe Letzler (* 17. Februar 1972 in Västerhaninge) ist ein ehemaliger schwedischer Schwimmer. Er gewann zwei Silbermedaillen bei Kurzbahnweltmeisterschaften und je eine Silber- und Bronzemedaille bei Europameisterschaften auf der 50-Meter-Bahn.

## Sportliche Karriere
1991 bei den Weltmeisterschaften in Perth trat Letzler nur im Vorlauf der 4-mal-100-Meter-Freistilstaffel an. Im Jahr darauf bei den Olympischen Spielen in Barcelona war er im Vorlauf und im Endlauf dabei. Die schwedische 4-mal-100-Meter-Freistilstaffel Tommy Werner, Håkan Karlsson, Fredrik Letzler und Anders Holmertz belegte den fünften Platz, im Vorlauf war Göran Titus für Holmertz geschwommen. 1993 bei den Europameisterschaften in Sheffield erkämpfte die schwedische 4-mal-100-Meter-Freistilstaffel mit Anders Holmertz, Lars Frölander, Tommy Werner und Fredrik Letzler die Silbermedaille hinter der russischen Staffel. Bei den Weltmeisterschaften 1994 in Rom schlug die 4-mal-100-Meter-Freistilstaffel mit Tommy Werner, Fredrik Letzler, Lars Frölander und Anders Holmertz als Fünfte mit 0,42 Sekunden Rückstand auf die drittplatzierten Brasilianer an.
1995 bei den Europameisterschaften in Wien wurde Letzler Achter über 50 Meter Freistil. In der 4-mal-100-Meter-Freistilstaffel wurden Anders Holmertz, Fredrik Letzler, Christer Wallin und Lars Frölander Dritte hinter den Russen und den Deutschen. Ende des Jahres bei den Kurzbahnweltmeisterschaften in Rio de Janeiro wurde die 4-mal-100-Meter-Freistilstaffel mit Niclas Ohman, Daniel Carlsson, Joakim Holmqvist und Fredrik Letzler Vierte mit 0,33 Sekunden Rückstand auf die drittplatzierten Rumänen.
Bei den Olympischen Spielen 1996 in Atlanta erreichte die schwedische 4-mal-100-Meter-Freistilstaffel mit Fredrik Letzler, Lars Frölander, Christer Wallin und Johan Wallberg und der sechstbesten Vorlaufzeit das Finale. Im Endlauf waren Frölander, Letzler, Anders Holmertz und Wallin eine halbe Sekunde schneller als die Vorlaufstaffel und belegten den siebten Platz. Im April 1997 bei den Kurzbahnweltmeisterschaften in Göteborg gewann die schwedische 4-mal-200-Meter-Freistilstaffel mit Letzler, Frölander, Holmertz und Anders Lyrbring die Silbermedaille mit fast drei Sekunden Rückstand auf die Australier und zwei Zehntelsekunden Vorsprung vor dem britischen Quartett. Die deutsche 4-mal-100-Meter-Freistilstaffel siegte mit 0,14 Sekunden Vorsprung vor Frölander, Ola Fagerstrand, Holmertz und Letzler. Anfang 1998 bei den Weltmeisterschaften in Perth schied Letzler sowohl mit der 4-mal-100-Meter-Freistilstaffel als auch über 50 Meter Freistil im Vorlauf aus.
Letzler schwamm für Spårvägens IF und für Järfälla Simsällskap.